# برومو يودو الميثان
برومو أيودوميثان مركب شديد الذوبان في الكلورفورم
درجة حرارته الحرجة 367.85 درجة مئوية عند ضغط 6.3 ميغا باسكال ، مقاومته الحرارية 1.6382 (20 °C, D)

## وصلات خارجية
- UV Spectra data نسخة محفوظة 19 مايو 2011 على موقع واي باك مشين.